# Карседо, Хуан Карлос
Хуан Карлос Карседо Мардонес (исп. Juan Carlos Carcedo Mardones; род. 19 августа 1973, Логроньо) — испанский футболист и тренер, известен по совместной работе с испанским тренером Унаи Эмери. С июля 2023 года — главный тренер кипрского клуба «Пафос».

## Карьера игрока
Хуан Карлос Карседо — воспитанник футбольного клуба «Оспиталет», за который выступал в Сегунде В в сезоне 1993/94. Дальнейшая карьера Карседо также была связана с клубами из Сегунды В, он провёл по одному сезону в составе клубов «Граменет» и «Эспаньол B». Затем три сезона выступал в Ла Лиге 2 за «Атлетико Мадрид B».
В 1999—2002 годах Карседо выступал во Франции за «Ниццу», за которую провёл 21 матч в чемпионате. В сезоне 2000/01 Карседо был взят в аренду основной командой «Атлетико Мадрид», боровшейся в Ла Лиге 2 за выход в Ла Лигу, однако в том сезоне команда не смогла вернуться в высший дивизион.
После «Ниццы» Карседо продолжил выступать за «Леганес» в Ла Лиге 2 и «Лас-Пальмас» в Сегунде В.

## Карьера тренера
В 2006 году Хуан Карлос Карседо присоединился к тренерскому штабу Унаи Эмери в «Альмерии». С Эмери Карседо играл в начале 2000-х в «Леганесе». Летом 2008 года после успешного сезона в Ла Лиге Эмери был приглашён возглавить «Валенсию», а руководство «Альмерии», в свою очередь, предложило возглавить команду Карседо, но тот предпочёл последовать за Эмери.
В дальнейшем Карседо работал ассистентом Эмери в «Валенсии» (2008—2012), московском «Спартаке» (2012), «Севилье» (2013—2016), «Пари Сен-Жермен» (2016—2018) и лондонском «Арсенале» (2018—2019).
10 мая 2015 года Карседо провёл матч с «Сельтой» в качестве главного тренера «Севильи», из-за отсутствия Унаи Эмери в связи со смертью отца Хуана Эмери, также профессионального футболиста. Игра закончилась ничьей 1:1.
В качестве ассистента Эмери Карседо трижды становился бронзовым призёром чемпионата Испании с «Валенсией», трижды победителем Лиги Европы УЕФА с «Севильей», чемпионом и обладателем Кубка Франции с «Пари Сен-Жермен».